# 特克拉·巴达捷夫斯卡-巴拉诺夫斯卡

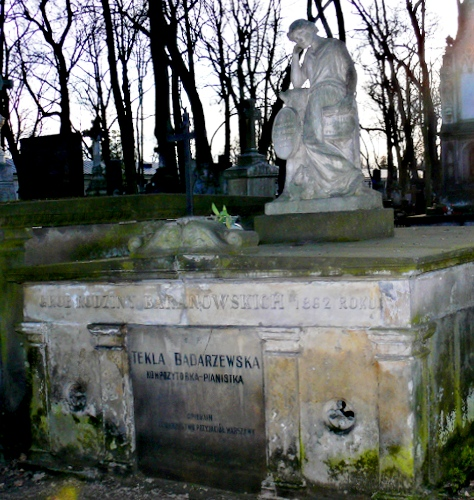
巴拉諾夫斯卡之墓，位于華沙波瓦兹基墓园

特克拉·巴达捷夫斯卡·巴拉诺夫斯卡（Tekla Bądarzewska-Baranowska，1834年—1861年9月29日），波兰女作曲家。
她與揚·巴拉諾夫斯基（Jan Baranowski）結婚，他們在九年的婚姻中育有五個孩子。1861年27歲因肺炎離開了人世。她的一個女兒Bronisława於1875年被華沙音樂學院錄取。金星上的火山口以她的名字命名。
主要作品為三十五首鋼琴小品，風格單純而清麗，但她的大部分作品默默無聞，最著名的作品為鋼琴獨奏《少女的祈禱》（Modlitwa dziewicy）。该曲作于1856年，发表于1859年的巴黎一家音乐评论的副刊上，是有史以来最为畅销的钢琴曲之一。此曲难度中等，因其浪漫而迷人的旋律为许多人喜爱。
有趣的是，芭拉諾夫斯卡從未接受過任何正式的音樂教育，寫曲子只是業餘的興趣。芭拉諾夫斯卡的其他作品尚有《少女的二次祈禱》（Seconde prière d'une vierge）、《應驗的祈禱》（Prière exaucée）、《記憶小屋》（Wspomnienie chatki）、《甜蜜的夢》（Słodkie marzenia）、《關於友情的記憶》（Pamiątka przyjaźni）等。